# Android Donut

Android „Donut“ byla čtvrtá verze mobilního operačního systému Android s otevřeným zdrojovým kódem vyvinutá společností Google, která již není podporována. Mezi nejvýznamnější funkce představené touto aktualizací byla přidána podpora pro smartphony CDMA, další velikosti obrazovky, indikátor využití baterie a engine převodu textu na řeč.
Po veřejném vydání Androidu 1.6 Donut – oficiálního kódového názvu s dezertem, které používá společnost Google k označení hlavních verzí Android – mobilní operátoři rychle následovali jeho uvedení na trh ve formě OTA aktualizace (Over-The-Air, stažení aktualizace přes internet) pro kompatibilní smartphony.